# Филети (Фрозиноне)
Филети је насеље у Италији у округу Фрозиноне, региону Лацио.
Према процени из 2011. у насељу је живело 208 становника. Насеље се налази на надморској висини од 104 м.